# 二式水上戦闘機
A6M2-N 二式水上戦闘機
飛行する佐世保航空隊の二式水戦
- 用途：戦闘機
- 分類：水上機
- 設計者：三竹忍
- 製造者：中島飛行機
- 運用者： 大日本帝国（日本海軍）
- 初飛行：1941年（昭和16年）12月8日
- 生産数：327機
- 生産開始：1941年（昭和16年）
- 退役：1945年（昭和20年）
- 運用状況：退役

二式水上戦闘機（にしきすいじょうせんとうき）は、大日本帝国海軍が第二次世界大戦中に使用した水上戦闘機。略して二式水戦とも呼ばれる。開発・製造は中島飛行機。制式番号はA6M2-N。連合国コードネームは、「Rufe（ルーフ）」。

## 開発
日中戦争で九五式水上偵察機等の水上観測機が搭載機銃で敵機を撃墜するなどの意外な活躍をしたことから、1939年（昭和14年）に日本海軍は本格的な水上戦闘機の開発を決定し、十五試水上戦闘機（後の「強風」）が試作されることになった。
しかし開発が難航したため、太平洋戦争開戦による南方侵攻作戦に新型水上戦闘機は間に合わないことが明白になってきた。そこで、短期間で高性能の水上戦闘機を製作するために、当時高性能が話題となっていた零式艦上戦闘機（零戦）一一型をベースに水上戦闘機化することを臨時に計画し、1941年（昭和16年）に中島に対して、「仮称一号水上戦闘機」の試作を命じた。零戦を開発した三菱重工業に対して改造を命じなかったのは、三菱が零戦や一式陸上攻撃機などの生産に手一杯だったことと、中島の方が小型水上機の生産に関して経験豊富だったためであった。
中島ではこれを受けて社内呼称「AS-1」の緊急試作を開始し、約11ヶ月後の同年12月8日（奇しくも太平洋戦争勃発と同じ日）に試作1号機を初飛行させた。結果、飛行性能自体は良好であった。
当初は改造箇所を局限し、重整備のために還納されてくる一一型や二一型を改造する予定であった。また、二号艦上戦闘機（後の零式艦上戦闘機三二型）をベースにした「仮称二号水上戦闘機」から新造する方針であった。これは二線級の任務に新造の零戦を回す余裕は無く、また、一一型・二一型ベースの一号水上戦闘機が実用機として長く活用できるとは予想されていなかったためである。
ところが水上機として設計されていない零戦の機体は開口部が多く、浸入した海水が機体各所、特にマグネシウム合金部品を腐食・劣化させてしまうことが判明し、既存の零戦を改造する方針に無理があることがわかった。そこで、設計段階から、全面的な（腐食）対策を施し、水上機として不都合な部分に手を加えた上で、全ての機体を新造することが決まった。なお、仮称二号水戦の開発は三二型の審査の遅れを受けて中止されている。
1942年（昭和17年）7月6日に二式水上戦闘機として制式採用された。

## 設計
基本的な設計は、零戦一一型と同じだが、艦上機から水上機への改造に伴い、
- 主脚、尾輪、着艦フックを廃止
- 胴体下に主フロートを装備、左右主翼下に補助フロートを装備
- 垂直尾翼の増積、後部胴体に安定鰭を追加、方向舵を胴体下部まで延長
- 転覆時に頭部を守る保護支柱の撤去
- 電装系の防水処理
- 水上でのプロペラによる海水飛沫の関係から、搭乗員の乗り込み側を左舷から右舷に変更

などを行った。武装、エンジンや周辺装備は零戦一一型のままであった。主フロート内にも燃料タンクを増設している。零戦に比べて重量が200 kgほど増えたことと前面投影面積の増加で、上昇力と速度が落ち、航続距離も短くなったが、零戦の旋回性能などを受け継ぎ、水上戦闘機としては申し分ない性能を発揮した。また、栄エンジンの信頼性も高く、稼働率が高かった。
フロートは、九〇式二号水上偵察機以来の単フロートを採用した。単フロート式は双フロート式に比べ、トータルの前面投影面積／表面積が小さく干渉抵抗／摩擦抵抗の低減に有利で、欧米諸国で試作されたワイルドキャットやスピットファイア、メッサーシュミット Bf109の水上戦闘機型が水上安定性を重視して双フロート式を採用したのとは対照的である。このことから、いかに日本海軍の水上戦闘機への取り組みが本格的であったかが分かるが、これは島嶼部の飛行場建設能力の不足を補う意味もあった。

## 運用

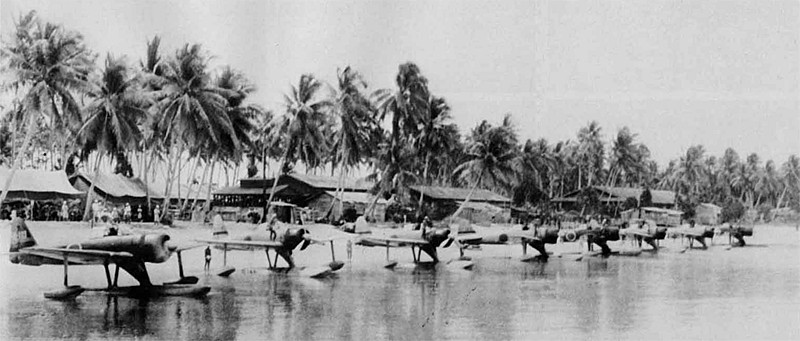
マーシャル諸島ヤルート環礁イミエジ基地で駐機する第八〇二海軍航空隊の二式水戦

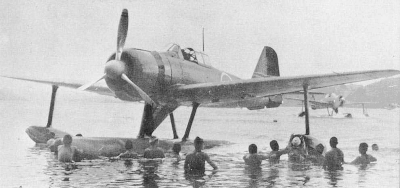
ショートランド諸島で駐機中の二式水上戦闘機

量産された機体は、戦線拡大により太平洋各地に展開した海軍航空隊に配備された。特に第四五二海軍航空隊と第八〇二海軍航空隊の二式水戦は、アリューシャン諸島攻略で米軍基地攻撃に活躍し、前者はアッツ島に、後者は転進してマーシャル諸島（ヤルート環礁イミエジ・マキン環礁）に展開して、船団護衛や基地防空に活躍した。
ただ、驚異的に性能が高いとはいえそれは水上機としての話であり、陸上/艦上戦闘機に太刀打ちできるものではなく、米軍の単発戦闘機との正面きっての戦闘は困難であった。そのためおもに爆撃機、偵察機に対しての迎撃に用いられた。もちろん、米戦闘機と矛を交える場合もあり、アッツ島や南方戦線などで米軍のグラマンF4F戦闘機やF6F戦闘機と格闘戦をし、撃墜した記録もある。しかし、米軍機の性能向上や戦局悪化などで1943年（昭和18年）9月には生産を中止した。しかし、本土防空や海上護衛等の任務で終戦まで活躍し、末期には特攻機として出撃した機体もあった。
総生産機数は327機で少ないようだが、ほとんどの国ではこの機種は量産すらされておらず、大戦時の水上戦闘機としての生産数は世界最多である。
飛行場建設が困難な南方の諸島に配備され活躍した本機ではあるが、熱帯特有の自然現象で墜落した機が多々あったという。また、アリューシャン列島に配備された機体でも風雨と波浪により係留中に失われたものが多数あった。これらの損失機は毎度輸送艦の君川丸によって補填された。なお、戦後インドシナに再進出したフランス軍が、残されていた1機を捕獲して国籍マークを書き直し使用していた。

採用初期は零戦と同じ塗色（機体全面白色飴色）であったが、南方への戦線の拡大に伴って南方のジャングルの緑に溶け込むために機体上面が暗緑色、機体下面が明灰白色に塗装した。その後、1942年（昭和17年）1月15日より実施された「軍用機味方識別に関する海陸軍中央協定」に従い、主翼前縁に敵味方識別のために黄橙色の帯を塗装、機体上面と機体側面の日の丸に幅75mmの白い縁をつけるようにした。アリューシャン列島で活躍していた二式水戦に関しては、霧のなかでの迷彩効果を狙った軍制式なものではない機体上面が藤色、機体下面が濃いグレーの機体があったとする説もある。。水上機の練習航空隊であった天草海軍航空隊の一部の機体ではカウリングを黒く塗装せず紫電改のように機体上面すべてを暗緑色に塗った機体があったという。

## 現存する機体
終戦時24機が残存していたが、これらの機体も戦後処分されて現存機体はない。主フロートが大刀洗平和資料館（現・筑前町立大刀洗平和記念館）に展示されていたが、現在は展示されていない。
ミクロネシア連邦チューク州ウエノ島（戦時中は「春島」と称した）近海で2015年に地元住民により沈んでいる水上機が発見され、12月に水中写真家の戸村裕行により撮影された。潮書房の「丸」の鑑定によれば本機であるとされ、主フロートの破損を除けばほぼ原形を留めている。なぜこの場所に沈んでいるのかは不明とされる。

## 諸元
- 乗員：1名
- 略符号：A6M2-N
- 全長：10.24m
- 全幅：12.50 m
- 全高：4.305 m
- 主翼面積: 22.438m2
- プロペラ: 住友・ハミルトン 3翅定速プロペラ
- 自重： 1,922 kg
- 全備重量： 2,460 kg
- 最大離陸重量： kg
- 動力： 栄12型空冷複列星型14気筒エンジン  ×1 基
- 出力： 940HP
- 最大速度： 437 km/h(4,300m)
- 巡航速度： 400 km/h
- 着水速度： 111 km/h
- 航続距離：1,150 km
- 実用上昇限度：10,500 m
- 上昇率： 6分49秒 / 5,000m
- 固定武装：九七式七粍七固定機銃 ×2丁（機首）、九九式一号二〇粍機銃 ×2丁（主翼）
- 爆装：60kg爆弾×2個

## 登場作品

### アニメ・漫画
『サブマリン707』
「謎のムウ潜団編」冒頭に登場。対潜爆弾でレッド大佐の艦を爆撃して致命傷を与える。
『ジパング』
漫画版の第11から13話と、アニメ版の第5から6話に2機登場。タイムスリップした事実を確認すべく小笠原諸島へ偵察のために飛来した、イージス護衛艦「みらい」の艦載機である「海鳥」の迎撃に飛び立ち、連携しながら「海鳥」と激しい空中戦を繰り広げる。
『戦場ロマン・シリーズ』
シリーズの一編「出撃!ゲタばき野郎」に登場。フロートに魚雷を括り付けて対艦攻撃を行う。

### ゲーム
『War Thunder』
プレイヤーが操縦可能な機体として登場する。
『艦隊これくしょん -艦これ-』
カタパルト射出対応の「二式水戦改」が艦娘の装備として登場する。熟練パイロットの搭乗する「熟練」仕様機も存在する。